# Empordà Federal
Empordà Federal (1911-1938) fue un periódico semanal de Figueras, Gerona, que salió a la venta a principios del siglo XX. Estuvo en activo durante tres etapas: del 8 de abril de 1911 al 24 de noviembre de 1923, del 29 de marzo de 1930 al 29 de septiembre de 1934 y del 3 de noviembre de 1935 al 4 de febrero de 1938 (tercera época). Constituye un modelo paradigmático de periódico republicano nacionalista de ámbito local. Este se caracteriza por el propósito explícito de ser una plataforma de ideas para el proyecto político que Josep Puig Pujades encabezó y catalizó, sobre todo durante los años de la Segunda República. A lo largo de su trayectoria difundió un catalanismo progresista que claramente entroncaba con el ideario y los valores del republicanismo de raíz federal.

## Etapas
El primer Empordà Federal (1911-1923) —órgano de la Unión Federal Nacionalista Republicana (UFNR)— se inscribió en esta voluntad ideológica pero también doctrinal. Pretende, por un lado, recoger la herencia del viejo republicanismo federal de los hombres de la Primera República y, de la otra, cristalizar los planteamientos del catalanismo de izquierdas, minoritario todavía en aquella época, pero que en los años de la Segunda República se acontecía mayoritario. Esta primera época de reformulación del viejo federalismo ampurdanés y de introducción de nuevas ideas de la izquierda se entroncaba en noviembre de 1923 con la imposición de un nuevo orden político promovido por el golpe de Estado del general Primo de Rivera con el visto bueno de Alfonso XIII. La censura impidió la reaparición de la publicación hasta casi siete años después. La redacción fundacional del periódico estaba formada por un grupo de hombres de entre veintidós y cuarenta y cuatro años que pertenecían, mayoritariamente, a la pequeña burguesía comercial de la ciudad y tenían un interés creciente por la política y el periodismo. Entre ellos se encontraban Josep Puig Pujades, Marià Pujulà, Joaquim Cusí, Josep Baró, Frederic Campà, Rafael Ramis, Francesc Batet, Francesc Canet y Abdó Ventura. Buena parte de ellos fueron los que encabezaron también la reanudación del periódico el marzo de 1930.
El 29 de marzo de 1930, con lo que quedaba todavía del régimen del Directorio, el periódico salía nuevamente a la venta. Fruto de esta coyuntura y la contundencia de las urnas que dilapidarían los restos de la dictadura y de la monarquía, empezaba un periodo de expansión política, social y cultural. Uno de los artículos tempranos y más significativos ideológicamente de la reanudación del semanario, firmado por Josep Puig Pujades, es fundamental para entender el papel que estos planteamientos ya habían ejercido antes del Directorio y seguirán ejerciendo en el futuro.
El setmanari figuerenc —hasta ahora portavoz de la Federación Republicana Socialista de l'Empordà (FRSE)— se acabaría convirtiendo en el órgano de ERC a la comarca. En las elecciones de abril de 1931 la candidatura que promocionaba consiguió la mayoría municipal y, por lo tanto, el semanario se convirtió en un instrumento para propagar su ideario pero también para avalar y justificar las acciones del gobierno local y catalán. Este periodo que supuso una intensa reorganización de las bases del partido se paraba bruscamente a raíz de los hechos del 6 de octubre, fecha en que la publicación quedó suspendida y algunos de sus promotores, como el mismo Josep Puig, encarcelados. 
El 9 de noviembre de 1935 se iniciaba una tercera época que estaría marcada por el estallido de la Guerra Civil y que tan solo duraría dos años y dos meses. La editorial de la reaparición del periódico fue dirigida a "todos los perseguidos por unos ideales, sean los que sean” cuando todavía no se habían restablecido plenamente las libertades constitucionales y en un periodo en que se mantenía la censura. El último número localizado corresponde al 4 de febrero de 1938. A lo largo de su trayectoria —dieciocho años impreso y ocho años de silencio forzoso que comprenden los cambios políticos y sociales que sufrió la Cataluña en el primer tercio de siglo—, Empurdà Federal se convirtió en un testigo de primer orden de la realidad política que se vivía fuera de Barcelona y, en algunos momentos, en víctima de los hechos que transformaban el país.

## Historia
La gestación del periódico nace de la larga tradición republicana federal que surgió en el Ampurdán durante la primera mitad del siglo XIX y que se mantuvo hasta el primer tercio del siglo XX. La reinstauración de la monarquía borbónica con la imposición de un sistema bipartidista y la práctica del caciquismo quedaba garantizada a la mayor parte del Estado pero al distrito de Figueras este funcionamiento quedó truncado por los republicanos, a excepción del distrito de Vilademuls. Así mismo, Figueras muestra también otra singularidad respecto a otros puntos de Cataluña dado que son pocas las ciudades que tienen mayorías municipales de cualquiera de las tendencias republicanas existentes durante la Restauración (radical en Barcelona, posibilista en Reus, federal radical en Sabadell o Rubí, entre otros), pero ninguno con una cronología tan continuada y tan larga de gobiernos municipales republicanos. Así pues, a pesar de la alternancia liberal y conservadora en el ejercicio del poder, en el Ampurdán (distrito de Figueras) se mantiene la tradición del republicanismo al margen del sistema del liberalismo oligárquico durante todo el primer tercio del siglo XX.
En este contexto, Empordà Federal acontece una herramienta para combatir las otras fuerzas políticas pero también y, sobre todo, para articular, consolidar y extender su ideología. Algunos autores han hablado, precisamente, del corpus doctrinal del republicanismo. La función doctrinal de esta prensa no se puede entender sin tener en cuenta que el periódico republicano pretendía formar e informar pero, también, tenía que tener un papel organizativo importante. Inicialmente, tenía que actuar como un nexo de contacto entre los cuadros dirigentes y las bases pero, posteriormente, se evidenció que el sentido se invertía y las páginas de los periódicos acontecían tribunas de discusión y de análisis que podían influir en las decisiones del partido. El proceso de redacción y aprobación de un Estatuto de Autonomía para Cataluña - iniciado el junio de 1931 y concluido finalmente el septiembre de 1932 - es un periodo que desde las páginas de Empordà Federal fue seguido con mucho interés. En el decurso de estos meses el periódico trató intensamente esta cuestión, desplegando una intensa campaña de apoyo al texto que se traduce sobre el papel con la reproducción de mítines, artículos de la mayoría de redactores y colaboradores en pro del Estatuto e, incluso, un número en que se incluye su transcripción completa. Igualmente, numerosos artículos girarán en el entorno de la figura del presidente Macià, su personalidad política y su papel en el proceso estatutario.
El 18 de julio de 1936 el alzamiento militar iniciado en Melilla el día anterior y encabezado por Francisco Franco, se extiende por toda España contra el gobierno legítimo de la República. El fracaso parcial del golpe de Estado provocó el inicio de una guerra civil que fracturaría el país en dos y que se alargaría durando más de 30 meses. El nuevo periodo supuso la aniquilación de la legalidad republicana y en el ámbito específico del ejercicio del periodismo, el abandono de la intencionalidad informativa a favor de la propaganda. 
La guerra fue una situación de excepcionalidad inédita que comportó un replanteamiento de ideas y valores entre los redactores y un giro en el posicionamiento del periódico ante ciertas cuestiones. A propósito del nuevo contexto de guerra, se ha constatado que sus promotores se adaptaron pero que, además, lo hicieron desde una actitud contemporizadora hacia el proceso de revolución social puesto en marcha en la zona republicana. Desde las primeras semanas del conflicto, el periódico insistía en la idea de que se estaba en una guerra pero, a la vez, en un proceso revolucionario dentro del cual, la izquierda burguesa y catalanista tenía que intentar resituarse y encontrar su lugar junto a las fuerzas estrictamente obreras.
Algunos de los colaboradores que participaron, con mayor o menor asiduidad, a la publicación fueron nombres muy conocidos en la historia de la cultura catalana: Joan Maragall, Jaume Miravitlles, Prudenci Bertrana, Antoni Rovira y Virgili, Josep Pallac, Delfí Dalmau, Alexandre Deulofeu, Claudi Ametlla, August Pi Suñer, Lluís Bagaria o inclús el pintor figuerense Salvador Dalí.

## Ideología
Los principales ideales políticos que se defienden desde el periódico son catalanismo, republicanismo y federalismo. Además, el periódico apuesta por la defensa de los valores de la democracia que acontece una de las líneas básicas de su discurso político y es una constante en la trayectoria del semanario.
En cuanto a los valores progresistas que defiende,  destacan, al menos, tres: primeramente, la emancipación de la mujer que se detalla específicamente al tratar la creación de una organización local propia, el Grupo Femenino de Izquierdas (GFE); en segundo lugar, el interés por la consecución de una mayor justicia social que permita aproximar la población obrera a los niveles de bienestar de que disfrutan otros grupos sociales y, tercero, la apuesta por una renovación pedagógica que exige una educación laica, pública y de calidad con el objetivo de acabar, precisamente, con estas diferencias sociales.
El periódico preconiza también la laicidad frente a los valores religiosos que habían imperado secularmente en España. Desde esta tribuna, apoyan a la Ley de secularización de cementerios de 1932 o a la Ley de Congregaciones Religiosas de 1933. Y, finalmente, el despliegue a través del periódico de un proyecto de ciudad moderna que se manifiesta, inicialmente, en las vigilias de las campañas que precedían las elecciones municipales a lo largo de su primera época.